# Fábio Silva
Fábio Daniel Soares Silva, född 19 juli 2002, är en portugisisk fotbollsspelare som spelar för Wolverhampton Wanderers.

## Karriär
Den 5 september 2020 värvades Silva av Wolverhampton Wanderers, där han skrev på ett femårskontrakt. Den 19 juli 2022 lånades Silva ut till Anderlecht på ett säsongslån. Den 25 januari 2023 lånades han istället ut till PSV Eindhoven på ett låneavtal över resten av säsongen 2022/2023.